# ثوم بادية الشام
ثوم بادية الشام (باللاتينية: Allium deserti-syriaci) نوع نباتي عشبي يتبع جنس الثوم من الفصيلة الثومية.

## الموئل والانتشار
ينتشر في بلاد الشام وتركيا.